# Локфорд (Калифорнија)
Локфорд (енгл. Lockeford) насељено је место без административног статуса у америчкој савезној држави Калифорнија.

## Демографија
По попису из 2010. године број становника је 3.233, што је 54 (1,7%) становника више него 2000. године.
| Група             | 2000.         | 2010.         |
| Белци             | 2.258 (71,0%) | 2.102 (65,0%) |
| Афроамериканци    | 8 (0,3%)      | 10 (0,3%)     |
| Азијати           | 45 (1,4%)     | 64 (2,0%)     |
| Хиспаноамериканци | 784 (24,7%)   | 956 (29,6%)   |
| Укупно            | 3.179         | 3.233         |